# Rio Boişoara (Boia)
O Rio Boişoara é um rio da Romênia afluente do Rio Boia, localizado no distrito de Vâlcea.